# Słomowo (Sorkwity)
Słomowo (deutsch Neblisch) ist ein kleiner Ort in der polnischen Woiwodschaft Ermland-Masuren und gehört zur Landgemeinde Sorkwity (deutsch Sorquitten) im Powiat Mrągowski (Kreis Sensburg).

## Geographische Lage
Słomowo liegt inmitten der Woiwodschaft Ermland-Masuren, neun Kilometer westlich der Kreisstadt Mrągowo (deutsch Sensburg).

## Geschichte
Der bis 1945 Neblisch genannte Ort wurde 1785 als „ein adlig Vorwerk mit 4 Feuerstellen“ erwähnt. Es war bis 1945  ein Vorwerk im Gutsbezirk Sorquitten (polnisch Sorkwity) im Kreis Sensburg im Regierungsbezirk Gumbinnen (1905 bis 1945: Regierungsbezirk Allenstein) in der preußischen Provinz Ostpreußen. Im Jahre 1871 zählte Neblisch 27, 1885 schon 33 und 1905 nur noch 21 Einwohner.
1945 wurde Neblisch in Kriegsfolgemit  dem gesamten südlichen Ostpreußen an Polen überstellt und erhielt die polnische Namensform „Słomowo“. Heute ist der Ort eine Siedlung (polnisch Osada) innerhalb der Landgemeinde Sorkwity (Sorquitten) im Powiat Mrągowski (Kreis Sensburg), bis 1998 der Woiwodschaft Olsztyn, seither der Woiwodschaft Ermland-Masuren zugeordnet.

## Kirche
Bis 1945 war Neblisch in die evangelische Kirche Sorquitten in der Kirchenprovinz Ostpreußen der Kirche der Altpreußischen Union sowie in die katholische Kirche Stanislewo (1931 bis 1945 Sternsee, polnisch Stanclewo) im damaligen Bistum Ermland eingepfarrt.
Heute gehört Słomowo zur evangelischen Pfarrei Sorkwity in der Diözese Masuren der Evangelisch-Augsburgischen Kirche in Polen, außerdem zur katholischen Pfarrei Sorkwity im jetzigen Erzbistum Ermland in der polnischen katholischen Kirche.

## Verkehr
Słomowo liegt wenige Kilometer nördlich der polnischen Landesstraße 16 (einstige deutsche Reichsstraße 127) und ist über den Abzweig Załuki (Salucken) auf einem Landweg zu erreichen. Ein Anschluss an den Bahnverkehr besteht nicht.